# Milioni di giorni
Milioni di giorni è un singolo del cantautore italiano Niccolò Fabi, pubblicato il 30 ottobre 2006 come unico estratto dalla prima raccolta Dischi volanti 1996-2006.

## Descrizione
Si tratta dell'unico inedito contenuto nel doppio disco, apparendo come penultima traccia del secondo CD.

## Video musicale
La location del video è il centro di Roma (è facilmente riconoscibile la Stazione di Roma Termini, quindi Piazza dei Cinquecento ed alcuni tratti della Metro A) ed il girato è alternato da immagini istantanee e "still-life" più o meno forti. Il tipo di inquadratura utilizzata è soggettiva, poiché consente a chi guarda di calarsi nei panni del protagonista, permettendogli di osservare con i propri occhi ed avendo inoltre una visuale limitata. 
La fotografia appare leggermente saturata, quasi anticata.

## Tracce
1. Milioni di giorni – 4:34